# Axochiapan
Axochiapan är en ort i Mexiko.   Den ligger i kommunen Axochiapan och delstaten Morelos, i den sydöstra delen av landet, 110 km söder om huvudstaden Mexico City. Axochiapan ligger 1 040 meter över havet och antalet invånare är 17 568.
Terrängen runt Axochiapan är platt åt nordost, men åt sydväst är den kuperad. Runt Axochiapan är det ganska glesbefolkat, med 30 invånare per kvadratkilometer. Axochiapan är det största samhället i trakten. I omgivningarna runt Axochiapan växer huvudsakligen savannskog.